# Vautebis
Vautebis es una comuna francesa situada en el departamento de Deux-Sèvres, en la región de Nueva Aquitania.

## Demografía
| 245 | 220 | 172 | 160 | 151 | 122 | 118 |
| Para los censos de 1962 a 1999 la población legal corresponde a la población sin duplicidades (Fuente: INSEE [Consultar]) |     |     |     |     |     |     |